# LHJMQ 2011/12
Die LHJMQ-Saison 2011/12 war die 43. Spielzeit der Ligue de hockey junior majeur du Québec. Die reguläre Saison begann am 8. September 2011 und endete am 18. März 2012. Die Saint John Sea Dogs gewannen als erstes Franchise der LHJMQ-Historie zum dritten Mal in Folge als punktbestes Team der Vorrunde die Trophée Jean Rougeau. Die Play-offs begannen am 22. März 2012 und endeten am 10. Mai 2012 mit dem zweiten Titelgewinn in Folge der Saint John Sea Dogs, die sich im LHJMQ-Finale gegen die Rimouski Océanic durchsetzten.

## Teamänderungen
Folgende Änderungen wurden vor Beginn der Saison vorgenommen:
- Die Lewiston MAINEiacs, das einzige US-amerikanische Team der Liga, wurden nach acht Jahren Spielbetrieb aufgelöst.
- Der Montréal Junior Hockey Club aus Montréal wurde nach Blainville-Boisbriand umgesiedelt und der Name des Teams in Armada de Blainville-Boisbriand geändert.

## Reguläre Saison

### Abschlussplatzierungen
Abkürzungen: GP = Spiele, W = Siege, L = Niederlagen, OTL = Niederlage nach Overtime, SOL = Niederlage nach Shootout, GF = Erzielte Tore, GA = Gegentore, Pts = Punkte

Erläuterungen:       = Play-off-Qualifikation,       = Division-Sieger,       = Trophée-Jean-Rougeau-Gewinner
| Division Maritimes           | GP | W  | L  | OTL | SOL | GF  | GA  | Pts |
| ---------------------------- | -- | -- | -- | --- | --- | --- | --- | --- |
| Saint John Sea Dogs          | 68 | 50 | 15 | 0   | 3   | 298 | 180 | 103 |
| Halifax Mooseheads           | 68 | 39 | 22 | 2   | 5   | 250 | 238 | 85  |
| Acadie-Bathurst Titan        | 68 | 32 | 31 | 2   | 3   | 250 | 264 | 69  |
| Moncton Wildcats             | 68 | 30 | 31 | 3   | 4   | 190 | 228 | 67  |
| Cape Breton Screaming Eagles | 68 | 23 | 42 | 1   | 2   | 219 | 306 | 49  |
| P.E.I. Rocket                | 68 | 19 | 43 | 2   | 4   | 205 | 320 | 44  |

| Division Telus Ouest            | GP | W  | L  | OTL | SOL | GF  | GA  | Pts |
| ------------------------------- | -- | -- | -- | --- | --- | --- | --- | --- |
| Armada de Blainville-Boisbriand | 68 | 40 | 22 | 4   | 2   | 258 | 219 | 86  |
| Val-d’Or Foreurs                | 68 | 31 | 32 | 0   | 5   | 224 | 261 | 67  |
| Drummondville Voltigeurs        | 68 | 28 | 31 | 2   | 7   | 221 | 245 | 65  |
| Gatineau Olympiques             | 68 | 26 | 32 | 5   | 5   | 223 | 274 | 62  |
| Rouyn-Noranda Huskies           | 68 | 24 | 36 | 4   | 4   | 227 | 296 | 56  |

| Division Telus Est    | GP | W  | L  | OTL | SOL | GF  | GA  | Pts |
| --------------------- | -- | -- | -- | --- | --- | --- | --- | --- |
| Shawinigan Cataractes | 68 | 45 | 16 | 3   | 4   | 274 | 179 | 97  |
| Victoriaville Tigres  | 68 | 44 | 18 | 1   | 5   | 311 | 228 | 94  |
| Québec Remparts       | 68 | 43 | 18 | 5   | 2   | 275 | 191 | 93  |
| Rimouski Océanic      | 68 | 40 | 26 | 2   | 0   | 260 | 235 | 82  |
| Chicoutimi Saguenéens | 68 | 35 | 24 | 3   | 6   | 235 | 232 | 79  |
| Baie-Comeau Drakkar   | 68 | 29 | 34 | 1   | 4   | 217 | 241 | 63  |

### Beste Scorer
Abkürzungen: GP = Spiele, G = Tore, A = Assists, Pts = Punkte, PIM = Strafminuten; Fett: Saisonbestwert
| Spieler             | Team            | GP | G  | A  | Pts | PIM |
| ------------------- | --------------- | -- | -- | -- | --- | --- |
| Yanni Gourde        | Victoriaville   | 68 | 37 | 87 | 124 | 70  |
| Zach O’Brien        | Acadie-Bathurst | 63 | 50 | 51 | 101 | 0   |
| Sébastien Trudeau   | Acadie-Bathurst | 67 | 31 | 64 | 95  | 14  |
| Frédérick Roy       | Québec          | 64 | 27 | 65 | 92  | 88  |
| Alex Belzile        | Rimouski        | 63 | 22 | 70 | 92  | 85  |
| Danick Gauthier     | Saint John      | 66 | 47 | 39 | 86  | 67  |
| Brandon Hynes       | Victoriaville   | 61 | 42 | 44 | 86  | 29  |
| Michail Grigorenko  | Québec          | 59 | 40 | 45 | 85  | 12  |
| Jonathan Brunelle   | Cape Breton     | 68 | 30 | 55 | 85  | 45  |
| Matthew Bissonnette | Acadie-Bathurst | 65 | 36 | 47 | 83  | 49  |
| Alex Saulnier       | Moncton         | 58 | 31 | 52 | 83  | 31  |

### Beste Torhüter
Abkürzungen: GP = Spiele, TOI = Eiszeit (in Minuten), W = Siege, L = Niederlagen, OTL = Overtime/Shootout-Niederlagen, GA = Gegentore, SO = Shutouts, Sv% = gehaltene Schüsse (in %), GAA = Gegentorschnitt
| Spieler                   | Team                  | GP | TOI  | W  | L  | OTL | GA  | SO | Sv%  | GAA  |
| ------------------------- | --------------------- | -- | ---- | -- | -- | --- | --- | -- | ---- | ---- |
| Louis Domingue            | Québec                | 39 | 2162 | 23 | 8  | 4   | 94  | 4  | 91,4 | 2,61 |
| Roman Will                | Moncton               | 63 | 3592 | 29 | 25 | 7   | 166 | 1  | 91,3 | 2,77 |
| Étienne Marcoux           | Blainville-Boisbriand | 43 | 2328 | 28 | 9  | 3   | 105 | 3  | 91,2 | 2,71 |
| Gabriel Girard            | Shawinigan            | 36 | 1937 | 20 | 7  | 3   | 79  | 4  | 91,1 | 2,45 |
| Mathieu Corbeil-Thériault | Saint John            | 48 | 2778 | 37 | 10 | 1   | 110 | 6  | 91,1 | 2,38 |

## Play-offs

### Play-off-Baum
|  | Achtelfinale | Achtelfinale                 | Achtelfinale          |                       |                              | Viertelfinale | Viertelfinale | Viertelfinale |  |  | Halbfinale | Halbfinale | Halbfinale |  |  | LHJMQ-Meisterschaft | LHJMQ-Meisterschaft | LHJMQ-Meisterschaft |
|  |              |                              |                       |                       |                              |               |               |               |  |  |            |            |            |  |  |                     |                     |                     |
|  | 1            | Saint John Sea Dogs          | 4                     |                       |                              |               |               |               |  |  |            |            |            |  |  |                     |                     |                     |
|  | 16           | Cape Breton Screaming Eagles | 0                     |                       |                              |               |               |               |  |  |            |            |            |  |  |                     |                     |                     |
|  | 16           | Cape Breton Screaming Eagles | 0                     | 1                     | Saint John Sea Dogs          | 4             |               |               |  |  |            |            |            |  |  |                     |                     |                     |
|  |              |                              |                       | 1                     | Saint John Sea Dogs          | 4             |               |               |  |  |            |            |            |  |  |                     |                     |                     |
|  |              |                              | 13                    | Baie-Comeau Drakkar   | 0                            |               |               |               |  |  |            |            |            |  |  |                     |                     |                     |
|  | 4            | Victoriaville Tigres         | 13                    | Baie-Comeau Drakkar   | 0                            | 0             |               |               |  |  |            |            |            |  |  |                     |                     |                     |
|  | 4            | Victoriaville Tigres         |                       |                       |                              | 0             |               |               |  |  |            |            |            |  |  |                     |                     |                     |
|  | 13           | Baie-Comeau Drakkar          | 4                     |                       |                              |               |               |               |  |  |            |            |            |  |  |                     |                     |                     |
|  | 13           | Baie-Comeau Drakkar          | 4                     | 1                     | Saint John Sea Dogs          | 4             |               |               |  |  |            |            |            |  |  |                     |                     |                     |
|  |              |                              |                       | 1                     | Saint John Sea Dogs          | 4             |               |               |  |  |            |            |            |  |  |                     |                     |                     |
|  |              | 8                            | Chicoutimi Saguenéens | 1                     |                              |               |               |               |  |  |            |            |            |  |  |                     |                     |                     |
|  | 2            | 8                            | Chicoutimi Saguenéens | 1                     | Shawinigan Cataractes        | 4             |               |               |  |  |            |            |            |  |  |                     |                     |                     |
|  | 2            |                              |                       |                       | Shawinigan Cataractes        | 4             |               |               |  |  |            |            |            |  |  |                     |                     |                     |
|  | 15           | Rouyn-Noranda Huskies        | 0                     |                       |                              |               |               |               |  |  |            |            |            |  |  |                     |                     |                     |
|  | 15           | Rouyn-Noranda Huskies        | 0                     | 2                     | Shawinigan Cataractes        | 3             |               |               |  |  |            |            |            |  |  |                     |                     |                     |
|  |              |                              |                       | 2                     | Shawinigan Cataractes        | 3             |               |               |  |  |            |            |            |  |  |                     |                     |                     |
|  |              |                              | 8                     | Chicoutimi Saguenéens | 4                            |               |               |               |  |  |            |            |            |  |  |                     |                     |                     |
|  | 8            | Chicoutimi Saguenéens        | 8                     | Chicoutimi Saguenéens | 4                            | 4             |               |               |  |  |            |            |            |  |  |                     |                     |                     |
|  | 8            | Chicoutimi Saguenéens        |                       |                       |                              |               |               |               |  |  |            |            |            |  |  |                     |                     |                     |
|  | 9            | Acadie-Bathurst Titan        | 2                     |                       |                              |               |               |               |  |  |            |            |            |  |  |                     |                     |                     |
|  | 9            | Acadie-Bathurst Titan        | 2                     | 1                     | Saint John Sea Dogs          | 4             |               |               |  |  |            |            |            |  |  |                     |                     |                     |
|  |              |                              |                       |                       |                              |               |               |               |  |  |            |            |            |  |  |                     |                     |                     |
|  |              | 7                            | Rimouski Océanic      | 0                     |                              |               |               |               |  |  |            |            |            |  |  |                     |                     |                     |
|  | 5            | 7                            | Rimouski Océanic      | 0                     | Québec Remparts              | 4             |               |               |  |  |            |            |            |  |  |                     |                     |                     |
|  | 5            |                              |                       |                       | Québec Remparts              | 4             |               |               |  |  |            |            |            |  |  |                     |                     |                     |
|  | 12           | Drummondville Voltigeurs     | 0                     |                       |                              |               |               |               |  |  |            |            |            |  |  |                     |                     |                     |
|  | 12           | Drummondville Voltigeurs     | 0                     | 5                     | Québec Remparts              | 3             |               |               |  |  |            |            |            |  |  |                     |                     |                     |
|  |              |                              |                       | 5                     | Québec Remparts              | 3             |               |               |  |  |            |            |            |  |  |                     |                     |                     |
|  |              |                              | 6                     | Halifax Mooseheads    | 4                            |               |               |               |  |  |            |            |            |  |  |                     |                     |                     |
|  | 6            | Halifax Mooseheads           | 6                     | Halifax Mooseheads    | 4                            | 4             |               |               |  |  |            |            |            |  |  |                     |                     |                     |
|  | 6            | Halifax Mooseheads           |                       |                       |                              | 4             |               |               |  |  |            |            |            |  |  |                     |                     |                     |
|  | 11           | Moncton Wildcats             | 0                     |                       |                              |               |               |               |  |  |            |            |            |  |  |                     |                     |                     |
|  | 11           | Moncton Wildcats             | 0                     | 6                     | Halifax Mooseheads           | 2             |               |               |  |  |            |            |            |  |  |                     |                     |                     |
|  |              |                              |                       | 6                     | Halifax Mooseheads           | 2             |               |               |  |  |            |            |            |  |  |                     |                     |                     |
|  |              | 7                            | Rimouski Océanic      | 4                     |                              |               |               |               |  |  |            |            |            |  |  |                     |                     |                     |
|  | 3            | 7                            | Rimouski Océanic      | 4                     | Blainville-Boisbriand Armada | 4             |               |               |  |  |            |            |            |  |  |                     |                     |                     |
|  | 3            |                              |                       |                       |                              |               |               |               |  |  |            |            |            |  |  |                     |                     |                     |
|  | 14           | Gatineau Olympiques          | 0                     |                       |                              |               |               |               |  |  |            |            |            |  |  |                     |                     |                     |
|  | 14           | Gatineau Olympiques          | 0                     | 3                     | Blainville-Boisbriand Armada | 3             |               |               |  |  |            |            |            |  |  |                     |                     |                     |
|  |              |                              |                       | 3                     | Blainville-Boisbriand Armada | 3             |               |               |  |  |            |            |            |  |  |                     |                     |                     |
|  |              |                              | 7                     | Rimouski Océanic      | 4                            |               |               |               |  |  |            |            |            |  |  |                     |                     |                     |
|  | 7            | Rimouski Océanic             | 7                     | Rimouski Océanic      | 4                            | 4             |               |               |  |  |            |            |            |  |  |                     |                     |                     |
|  | 7            | Rimouski Océanic             |                       |                       |                              |               |               |               |  |  |            |            |            |  |  |                     |                     |                     |
|  | 10           | Val-d’Or Foreurs             | 0                     |                       |                              |               |               |               |  |  |            |            |            |  |  |                     |                     |                     |

### Achtelfinale

#### (1) Saint John Sea Dogs – (16) Cape Breton Screaming Eagles
| 23. März 2012 20:00 Uhr (Ortszeit) | Saint John Sea Dogs Danick Gauthier (4:18) Charles-Olivier Roussel (15:48) Charlie Coyle (21:39) Tomáš Jurčo (23:31) Charlie Coyle (23:51) Jonathan Huberdeau (25:32) Danick Gauthier (28:57) Jason Seed (30:14) Charlie Coyle (33:19) Aidan Kelly (36:59) Zack Phillips (41:33) Nathan Beaulieu (48:20) Stanislaw Galijew (57:38) | 13:4 (2:2, 8:2, 3:0) Spielbericht Stand: 1:0 | Cape Breton Screaming Eagles Kyle Farrell (8:12) William Carrier (11:57) Bronson Beaton (29:37) Bronson Beaton (39:45) | Harbour Station, Saint John, New Brunswick Zuschauer: 4.917 |

| 24. März 2012 19:00 Uhr | Saint John Sea Dogs Nathan Beaulieu (5:58) Charlie Coyle (18:06) Charlie Coyle (18:51) Zack Phillips (26:08) Stephen MacAuley (30:39) Charlie Coyle (33:48) Stephen MacAuley (37:40) Stanislaw Galijew (45:43) | 8:1 (3:0, 4:0, 1:1) Spielbericht Stand: 2:0 | Cape Breton Screaming Eagles William Carrier (57:17) | Harbour Station, Saint John, New Brunswick Zuschauer: 4.125 |

| 27. März 2012 19:00 Uhr | Cape Breton Screaming Eagles William Carrier (20:22) Kyle Farrell (38:51) | 2:8 (0:4, 2:3, 0:1) Spielbericht Stand: 0:3 | Saint John Sea Dogs Charlie Coyle (1:35) Danick Gauthier (2:26) Danick Gauthier (3:03) Kevin Gagné (5:01) Tomáš Jurčo (23:51) Charlie Coyle (34:21) Jonathan Huberdeau (35:01) Ryan Tesink (53:06) | Centre 200, Sydney, Nova Scotia Zuschauer: 1.466 |

| 28. März 2012 19:00 Uhr | Cape Breton Screaming Eagles Dany Potvin (11:00) | 1:5 (1:1, 0:1, 0:3) Spielbericht Stand: 0:4 | Saint John Sea Dogs Aidan Kelly (15:03) Charlie Coyle (28:21) Tomáš Jurčo (43:06) Stanislaw Galijew (43:17) Danick Gauthier (52:27) | Centre 200, Sydney, Nova Scotia Zuschauer: 1.594 |

#### (2) Shawinigan Cataractes – (15) Rouyn-Noranda Huskies
| 23. März 2012 19:30 Uhr (Ortszeit) | Shawinigan Cataractes Loïk Poudrier (7:40) Yannick Veilleux (8:22) Kirill Kabanow (8:39) Morgan Ellis (17:41) Yannick Veilleux (32:04) Morgan Ellis (45:43) Jonathan Racine (47:14) | 7:1 (4:0, 1:0, 2:1) Spielbericht Stand: 1:0 | Rouyn-Noranda Huskies Alexandre Leclerc (42:30) | Centre Bionest de Shawinigan, Shawinigan, Québec Zuschauer: 3.337 |

| 24. März 2012 16:00 Uhr | Shawinigan Cataractes Loïk Poudrier (3:40) Michael Chaput (6:12) Loïk Poudrier (16:40) Michaël Bournival (37:24) Mitchell Maynard (41:31) Kirill Kabanow (56:23) | 6:3 (3:0, 1:1, 2:2) Spielbericht Stand: 2:0 | Rouyn-Noranda Huskies Mathieu Brisebois (39:04) Maxime St-Cyr (51:36) Marcus Power (55:55) | Centre Bionest de Shawinigan, Shawinigan, Québec Zuschauer: 3.297 |

| 27. März 2012 19:30 Uhr | Rouyn-Noranda Huskies Peter Angelopoulos (22:37) Jean-Sébastien Dea (37:10) | 2:3 (0:2, 2:1, 0:0) Spielbericht Stand: 0:3 | Shawinigan Cataractes Michael Chaput (11:40) Yannick Veilleux (12:00) Vincent Arseneau (29:54) | Aréna Iamgold, Rouyn-Noranda, Québec Zuschauer: 1.517 |

| 28. März 2012 19:30 Uhr | Rouyn-Noranda Huskies Mathieu Lemay (6:26) Liam O’Brien (58:27) | 2:6 (1:2, 0:2, 1:2) Spielbericht Stand: 0:4 | Shawinigan Cataractes Yannick Veilleux (0:24) Pierre-Olivier Morin (4:17) Frédérick Gaudreau (25:33) Yannick Veilleux (30:20) Michael Chaput (43:51) Justin Haché (59:01) | Aréna Iamgold, Rouyn-Noranda, Québec Zuschauer: 1.423 |

#### (3) Blainville-Boisbriand Armada – (14) Gatineau Olympiques
| 22. März 2012 19:00 Uhr (Ortszeit) | Blainville-Boisbriand Armada Alex Micallef (15:38) Tommy Giroux (17:11) Cédric Paquette (26:13) Jess Tanguy (32:15) Raphaël Pouliot (37:25) Marc-Olivier Roy (39:29) Raphaël Pouliot (54:01) | 7:2 (2:0, 4:1, 1:1) Spielbericht Stand: 1:0 | Gatineau Olympiques Samuel Courtemanche (32:33) Adam Chapman (53:07) | Centre d’Excellence Sports Rousseau, Boisbriand, Québec Zuschauer: 2.467 |

| 23. März 2012 19:30 Uhr | Blainville-Boisbriand Armada Jess Tanguy (6:10) Cédric Paquette (14:17) Christopher Clapperton (23:11) Jess Tanguy (28:32) Marc-Olivier Roy (32:02) | 5:1 (2:0, 3:0, 0:1) Spielbericht Stand: 2:0 | Gatineau Olympiques Robert Pelletier (57:28) | Centre d’Excellence Sports Rousseau, Boisbriand, Québec Zuschauer: 2.818 |

| 27. März 2012 19:30 Uhr | Gatineau Olympiques Robert Pelletier (17:17) Rock Régimbald (20:27) Raphael Lafontaine (44:15) Adam Chapman (54:28) Samuel Courtemanche (59:39) | 5:8 (1:3, 1:2, 3:3) Spielbericht Stand: 0:3 | Blainville-Boisbriand Armada Xavier Ouellet (0:42) Elie Bérubé (7:39) Marc-Olivier Roy (18:42) Jess Tanguy (24:17) Tommy Giroux (38:22) Cédric Paquette (43:43) Raphaël Pouliot (50:26) Tommy Giroux (58:35) | Robert Guertin Centre, Gatineau, Québec Zuschauer: 2.279 |

| 28. März 2012 19:30 Uhr | Gatineau Olympiques Tomáš Hyka (1:03) Émile Poirier (5:35) Adam Jánošík (23:05) | 3:4 n. V. (2:2, 1:0, 0:1, 0:1) Spielbericht Stand: 0:4 | Blainville-Boisbriand Armada Jess Tanguy (13:26) Christopher Clapperton (19:19) Tommy Giroux (54:34) Christopher Clapperton (66:51) | Robert Guertin Centre, Gatineau, Québec Zuschauer: 2.343 |

#### (4) Victoriaville Tigres – (13) Baie-Comeau Drakkar
| 23. März 2012 19:00 Uhr (Ortszeit) | Victoriaville Tigres Angelo Miceli (30:24) Philippe Halley (43:47) Philippe Maillet (58:00) | 3:4 (0:1, 1:1, 2:2) Spielbericht Stand: 0:1 | Baie-Comeau Drakkar Jonathan Lessard (17:01) Carl Gélinas (38:41) Raphaël Bussières (46:38) Gabriel Verpaelst (51:22) | Colisée Desjardins, Victoriaville, Québec Zuschauer: 2.547 |

| 24. März 2012 16:00 Uhr | Victoriaville Tigres Carl-Antoine Delisle (26:42) Brandon Hynes (37:38) Stefan Fournier (43:07) | 3:5 (0:2, 2:2, 1:1) Spielbericht Stand: 0:2 | Baie-Comeau Drakkar Félix Girard (14:09) Jonathan Lessard (14:15) Raphaël Bussières (31:04) David Rose (32:08) David Rose (55:24) | Colisée Desjardins, Victoriaville, Québec Zuschauer: 2.283 |

| 27. März 2012 19:30 Uhr | Baie-Comeau Drakkar Samuel Carrier (6:15) Lukáš Cingeľ (10:18) Félix Girard (19:57) Lukáš Cingeľ (22:13) Carl Gélinas (37:49) Jean-Philippe Caron (38:30) Sacha Guimond (45:20) Jean-François Leblanc (51:31) | 8:2 (3:1, 3:1, 2:0) Spielbericht Stand: 3:0 | Victoriaville Tigres Brandon Hynes (12:04) Yannick Dubé (24:19) | Centre Henry-Leonard, Baie-Comeau, Québec Zuschauer: 2.788 |

| 28. März 2012 19:30 Uhr | Baie-Comeau Drakkar Jean-Philippe Caron (6:13) Tomáš Filippi (20:36) David Rose (21:59) Jonathan Lessard (56:05) Jonathan Lessard (66:55) | 5:4 n. V. (1:1, 2:0, 1:3, 1:0) Spielbericht Stand: 4:0 | Victoriaville Tigres Yannick Dubé (13:59) Philippe Maillet (40:58) Philippe Halley (54:59) Yanni Gourde (55:41) | Centre Henry-Leonard, Baie-Comeau, Québec Zuschauer: 2.960 |

#### (5) Québec Remparts – (12) Drummondville Voltigeurs
| 22. März 2012 19:00 Uhr (Ortszeit) | Québec Remparts Michail Grigorenko (3:43) Martin Lefebvre (5:34) Logan Shaw (7:22) Vincent Barnard (10:33) Gabriel Desjardins (42:35) | 5:2 (4:0, 0:0, 1:2) Spielbericht Stand: 1:0 | Drummondville Voltigeurs Raman Hrabarenka (55:18) Michael Santini (58:17) | Colisée Pepsi, Québec City, Québec Zuschauer: 10.922 |

| 26. März 2012 19:00 Uhr | Québec Remparts Logan Shaw (4:36) Adam Erne (10:09) Gabriel Desjardins (11:06) Alexandre Comtois (14:03) Jérémie Malouin (20:23) Anthony Duclair (23:11) Logan Shaw (25:46) Mathieu Lavallée (37:53) Gabriel Desjardins (46:58) Frédérick Roy (58:31) | 10:2 (4:0, 4:0, 2:0) Spielbericht Stand: 2:0 | Drummondville Voltigeurs Marc-Olivier Brouillard (41:43) André Bouvet-Morrissette (51:11) | Colisée Pepsi, Québec City, Québec Zuschauer: 10.997 |

| 27. März 2012 19:00 Uhr | Drummondville Voltigeurs Alex Emond (13:16) André Bouvet-Morrissette (31:55) Raman Hrabarenka (49:14) | 3:9 (1:1, 1:2, 1:6) Spielbericht Stand: 0:3 | Québec Remparts Jérémie Malouin (18:05) Logan Shaw (24:15) Jérémie Malouin (28:53) Vincent Barnard (42:55) Michael McNamee (44:26) Vincent Barnard (44:54) Vincent Barnard (46:50) Gabriel Desjardins (50:57) Martin Lefebvre (52:40) | Centre Marcel Dionne, Drummondville, Québec Zuschauer: 2.140 |

| 29. März 2012 19:00 Uhr | Drummondville Voltigeurs Olivier Archambault (39:29) | 1:2 n. V. (0:0, 1:1, 0:0, 0:1) Spielbericht Stand: 0:4 | Québec Remparts Frédérick Roy (37:09) Alexandre Comtois (62:30) | Centre Marcel Dionne, Drummondville, Québec Zuschauer: 2.431 |

#### (6) Halifax Mooseheads – (11) Moncton Wildcats
| 23. März 2012 19:00 Uhr (Ortszeit) | Halifax Mooseheads Nathan MacKinnon (18:13) Jonathan Drouin (22:09) Nathan MacKinnon (23:06) Martin Frk (43:38) Martin Frk (48:03) | 5:1 (1:1, 2:0, 2:0) Spielbericht Stand: 1:0 | Moncton Wildcats James Melindy (3:40) | Halifax Metro Centre, Halifax, Nova Scotia Zuschauer: 7.140 |

| 24. März 2012 19:00 Uhr | Halifax Mooseheads Martin Frk (0:50) Alexandre Grenier (0:56) Cameron Critchlow (33:20) Nathan MacKinnon (47:21) | 4:1 (2:0, 1:0, 1:1) Spielbericht Stand: 2:0 | Moncton Wildcats James Melindy (54:17) | Halifax Metro Centre, Halifax, Nova Scotia Zuschauer: 7.857 |

| 26. März 2012 19:00 Uhr | Moncton Wildcats Samuel Roussy (36:58) Devon MacAusland (54:58) | 2:8 (0:4, 1:3, 1:1) Spielbericht Stand: 0:3 | Halifax Mooseheads Nathan MacKinnon (4:20) Steve Gillard (6:24) Jonathan Drouin (17:55) Brad Cuzner (19:47) Cameron Critchlow (21:07) Nathan MacKinnon (37:18) Jonathan Drouin (48:11) | Moncton Coliseum, Moncton, New Brunswick Zuschauer: 4.171 |

| 27. März 2012 19:00 Uhr | Moncton Wildcats Marek Hrivík (6:53) Patrick Delisle-Houde (11:12) Patrick Delisle-Houde (14:32) Samuel Roussy (25:26) | 4:5 n. V. (3:1, 1:1, 0:2, 0:1) Spielbericht Stand: 0:4 | Halifax Mooseheads Konrad Abeltshauser (19:17) Jonathan Drouin (22:24) Martin Frk (43:06) Nathan MacKinnon (50:22) Brent Andrews (64:06) | Moncton Coliseum, Moncton, New Brunswick Zuschauer: 3.774 |

#### (7) Rimouski Océanic – (10) Val-d’Or Foreurs
| 23. März 2012 19:30 Uhr (Ortszeit) | Rimouski Océanic Scott Oke (1:46) Alexandre Mallet (17:45) Jérôme Gauthier-Leduc (32:36) Jean-François Plante (48:10) Alex Belzile (48:33) Jean-François Plante (45:07) Alexandre Mallet (45:57) Peter Trainor (58:53) | 8:5 (2:0, 1:3, 5:2) Spielbericht Stand: 1:0 | Val-d’Or Foreurs Benjamin Casavant (30:12) Alexandre Durette (33:25) Guillaume Gélinas (35:15) Michaël Beaudry (44:18) Benjamin Casavant (58:17) | Colisée de Rimouski, Rimouski, Québec Zuschauer: 3.383 |

| 24. März 2012 16:00 Uhr | Rimouski Océanic Jean-François Plante (8:45) Alex Belzile (9:26) Peter Trainor (17:47) Jérôme Gauthier-Leduc (18:49) Alexandre Mallet (20:27) Petr Straka (40:58) Francis Beauvillier (58:03) Jakub Culek (59:59) | 8:5 (4:2, 1:0, 3:3) Spielbericht Stand: 2:0 | Val-d’Or Foreurs Mathieu Guertin (5:18) Nicolas Larocque-Marcoux (15:24) Michaël Beaudry (51:50) Benjamin Casavant (52:32) Cédrick Henley (56:25) | Colisée de Rimouski, Rimouski, Québec Zuschauer: 3.356 |

| 27. März 2012 19:30 Uhr | Val-d’Or Foreurs Anthony Mantha (5:40) Anthony Mantha (22:07) | 2:3 n. V. (1:0, 1:2, 0:0, 0:1) Spielbericht Stand: 0:3 | Rimouski Océanic Jakub Culek (35:50) Jérôme Gauthier-Leduc (38:26) Petr Straka (71:26) | Centre Air Creebec, Val-d’Or, Québec Zuschauer: 1.705 |

| 28. März 2012 19:30 Uhr | Val-d’Or Foreurs Samuel Henley (5:13) Matthieu Thériault (36:48) Vincent Dunn (53:18) | 3:4 (1:3, 1:0, 1:1) Spielbericht Stand: 0:4 | Rimouski Océanic Peter Trainor (8:41) Scott Oke (12:38) Scott Oke (18:32) Jérôme Gauthier-Leduc (59:33) | Centre Air Creebec, Val-d’Or, Québec Zuschauer: 1.324 |

#### (8) Chicoutimi Saguenéens – (9) Acadie-Bathurst Titan
| 23. März 2012 19:30 Uhr (Ortszeit) | Chicoutimi Saguenéens Guillaume Asselin (6:53) Guillaume Asselin (35:59) Christian Ouellet (57:53) | 3:1 (1:1, 1:0, 1:0) Spielbericht Stand: 1:0 | Acadie-Bathurst Titan Matthew Bissonnette (5:15) | Centre Georges-Vézina, Chicoutimi, Québec Zuschauer: 3.054 |

| 24. März 2012 19:30 Uhr | Chicoutimi Saguenéens Lukáš Sedlák (3:00) Steve Lebel (4:14) Christian Ouellet (21:42) Christian Ouellet (32:36) Charles Hudon (41:45) Christian Ouellet (53:27) | 6:1 (2:0, 2:0, 2:1) Spielbericht Stand: 2:0 | Acadie-Bathurst Titan Etienne Salvail (41:59) | Centre Georges-Vézina, Chicoutimi, Québec Zuschauer: 2.834 |

| 27. März 2012 19:30 Uhr | Acadie-Bathurst Titan Matthew Bissonnette (15:16) Mirko Höfflin (21:49) Sean Girard (26:39) François Godin (38:58) Zach O’Brien (52:58) Alec Jon Banville (62:54) | 6:5 n. V. (1:3, 3:2, 1:0, 1:0) Spielbericht Stand: 1:2 | Chicoutimi Saguenéens Charles Hudon (3:36) Lukáš Sedlák (14:35) Lukáš Sedlák (18:23) Christian Ouellet (28:52) Étienne Brodeur (34:32) | K. C. Irving Regional Centre, Bathurst, New Brunswick Zuschauer: 1.452 |

| 28. März 2012 19:30 Uhr | Acadie-Bathurst Titan Christophe Losier (17:08) Sébastien Trudeau (53:46) | 2:4 (1:0, 0:2, 1:2) Spielbericht Stand: 1:3 | Chicoutimi Saguenéens Charles Hudon (20:50) Andrew O’Brien (21:20) Guillaume Asselin (41:38) Alexandre Beauregard (45:36) | K. C. Irving Regional Centre, Bathurst, New Brunswick Zuschauer: 1.775 |

| 30. März 2012 19:30 Uhr | Chicoutimi Saguenéens Steve Lebel (2:26) Étienne Brodeur (57:07) | 2:3 n. V. (1:0, 0:0, 1:2, 0:1) Spielbericht Stand: 2:3 | Acadie-Bathurst Titan Christophe Losier (48:52) Christophe Lalancette (54:30) Sébastien Trudeau (75:34) | Centre Georges-Vézina, Chicoutimi, Québec Zuschauer: 4.297 |

| 1. April 2012 16:00 Uhr | Acadie-Bathurst Titan Sébastien Trudeau (20:13) Jordan Murray (25:59) Mirko Höfflin (36:33) | 3:4 n. V. (0:1, 2:2, 1:0, 0:1) Spielbericht Stand: 2:4 | Chicoutimi Saguenéens Christian Ouellet (9:43) Steve Lebel (23:55) Jérémy Grégoire (32:34) Alexandre Roy (67:09) | K. C. Irving Regional Centre, Bathurst, New Brunswick Zuschauer: 1.906 |

### Viertelfinale

#### (1) Saint John Sea Dogs – (13) Baie-Comeau Drakkar
| 6. April 2012 19:30 Uhr (Ortszeit) | Saint John Sea Dogs Charlie Coyle (17:49) Tomáš Jurčo (25:34) Stephen MacAulay (30:43) Stephen MacAulay (31:16) Zack Phillips (34:41) Stanislaw Galijew (38:46) Danick Gauthier (45:11) Zack Phillips (47:35) Ryan Tesink (49:18) | 9:3 (1:0, 5:2, 3:1) Spielbericht Stand: 1:0 | Baie-Comeau Drakkar Carl Gélinas (24:04) Carl Gélinas (26:31) Lukáš Cingeľ (51:25) | Harbour Station, Saint John, New Brunswick Zuschauer: 5.390 |

| 7. April 2012 19:00 Uhr | Saint John Sea Dogs Kevin Gagné (2:48) Charles-Olivier Roussel (9:48) Tomáš Jurčo (21:20) Tomáš Jurčo (25:09) Jonathan Huberdeau (26:20) Stanislaw Galijew (29:54) Zack Phillips (32:41) Zack Phillips (41:28) Stanislaw Galijew (53:33) Danick Gauthier (59:19) | 10:2 (2:0, 5:1, 3:1) Spielbericht Stand: 2:0 | Baie-Comeau Drakkar Jonathan Lessard (30:40) David Rose (45:14) | Harbour Station, Saint John, New Brunswick Zuschauer: 5.010 |

| 10. April 2012 19:30 Uhr | Baie-Comeau Drakkar Jonathan Lessard (24:11) David Rose (38:11) | 2:5 (0:1, 2:1, 0:3) Spielbericht Stand: 0:3 | Saint John Sea Dogs Stanislaw Galijew (4:21) Tomáš Jurčo (38:55) Ryan Tesink (42:31) Jonathan Huberdeau (57:14) Stephen MacAulay (58:34) | Centre Henry-Leonard, Baie-Comeau, Québec Zuschauer: 2.531 |

| 11. April 2012 19:30 Uhr | Baie-Comeau Drakkar Lukáš Cingeľ (2:46) Raphaël Bussières (31:10) David Rose (51:07) | 3:5 (1:1, 1:3, 1:1) Spielbericht Stand: 0:4 | Saint John Sea Dogs Charlie Coyle (12:26) Ryan Tesink (25:15) Ryan Tesink (31:01) Jonathan Huberdeau (32:40) Jonathan Huberdeau (59:55) | Centre Henry-Leonard, Baie-Comeau, Québec Zuschauer: 2.364 |

#### (2) Shawinigan Cataractes – (8) Chicoutimi Saguenéens
| 6. April 2012 20:00 Uhr (Ortszeit) | Shawinigan Cataractes Anton Slobin (2:29) Morgan Ellis (11:51) Kirill Kabanow (36:53) Loïk Poudrier (43:50) Anton Slobin (44:44) Brandon Gormley (45:39) | 6:7 n. V. (2:1, 1:1, 3:4, 0:1) Spielbericht Stand: 0:1 | Chicoutimi Saguenéens Lukáš Sedlák (7:06) Christian Ouellet (31:44) Christian Ouellet (40:18) Jean-Gabriel Pageau (50:51) Yoan Pinette (52:40) Guillaume Asselin (53:36) Jean-Gabriel Pageau (70:05) | Centre Bionest de Shawinigan, Shawinigan, Québec Zuschauer: 4.161 |

| 7. April 2012 19:00 Uhr | Shawinigan Cataractes Vincent Arseneau (5:40) Brandon Gormley (11:22) Morgan Ellis (29:06) Mitchell Maynard (34:12) Loïk Poudrier (36:55) Brandon Gormley (43:33) Jonathan Narbonne (49:24) | 7:2 (2:1, 3:0, 2:1) Spielbericht Stand: 1:1 | Chicoutimi Saguenéens Yoan Pinette (18:36) Guillaume Asselin (43:10) | Centre Bionest de Shawinigan, Shawinigan, Québec Zuschauer: 3.844 |

| 10. April 2012 19:30 Uhr | Chicoutimi Saguenéens Charles Hudon (10:38) | 1:2 (1:2, 0:0, 0:0) Spielbericht Stand: 1:2 | Shawinigan Cataractes Michael Chaput (9:21) Pierre-Olivier Morin (14:04) | Centre Georges-Vézina, Chicoutimi, Québec Zuschauer: 3.829 |

| 11. April 2012 19:30 Uhr | Chicoutimi Saguenéens Christian Ouellet (4:46) Lukáš Sedlák (8:22) | 2:1 (2:1, 0:0, 0:0) Spielbericht Stand: 2:2 | Shawinigan Cataractes Vincent Arseneau (0:53) | Centre Georges-Vézina, Chicoutimi, Québec Zuschauer: 3.811 |

| 13. April 2012 19:30 Uhr | Shawinigan Cataractes Vincent Arseneau (3:18) Alexandre Grandmaison (14:25) Kirill Kabanow (17:00) Pierre-Olivier Morin (52:33) Loïk Poudrier (54:11) Pierre-Olivier Morin (57:13) Brandon Gormley (58:35) | 7:3 (3:3, 0:0, 4:0) Spielbericht Stand: 3:2 | Chicoutimi Saguenéens Christian Ouellet (2:49) Étienne Brodeur (15:18) Gabriel Vermette (19:11) | Centre Bionest de Shawinigan, Shawinigan, Québec Zuschauer: 4.470 |

| 15. April 2012 16:00 Uhr | Chicoutimi Saguenéens Étienne Brodeur (17:00) Alexandre Beauregard (59:20) | 2:0 (1:0, 0:0, 1:0) Spielbericht Stand: 3:3 | Shawinigan Cataractes | Centre Georges-Vézina, Chicoutimi, Québec Zuschauer: 4.690 |

| 17. April 2012 19:00 Uhr | Shawinigan Cataractes Brandon Gormley (8:06) Anton Slobin (58:51) | 2:3 (1:2, 0:0, 1:1) Spielbericht Stand: 3:4 | Chicoutimi Saguenéens Christian Ouellet (1:49) Guillaume Asselin (3:52) Christian Ouellet (40:45) | Centre Bionest de Shawinigan, Shawinigan, Québec Zuschauer: 4.657 |

#### (3) Blainville-Boisbriand Armada – (7) Rimouski Océanic
| 6. April 2012 19:30 Uhr (Ortszeit) | Blainville-Boisbriand Armada Cédric Paquette (2:16) Marc-Olivier Roy (33:22) Olivier Hinse (34:29) | 3:5 (1:1, 2:1, 0:3) Spielbericht Stand: 0:1 | Rimouski Océanic Pier-Luc Pelletier (4:33) Francis Beauvillier (26:51) Jean-François Plante (44:52) Peter Trainor (56:09) Petr Straka (58:47) | Centre d’Excellence Sports Rousseau, Boisbriand, Québec Zuschauer: 3.250 |

| 7. April 2012 19:00 Uhr | Blainville-Boisbriand Armada Jess Tanguy (24:03) Raphaël Pouliot (33:20) | 2:0 (0:0, 2:0, 0:0) Spielbericht Stand: 1:1 | Rimouski Océanic | Centre d’Excellence Sports Rousseau, Boisbriand, Québec Zuschauer: 2.917 |

| 10. April 2012 19:30 Uhr | Rimouski Océanic Alex Belzile (7:08) Jérôme Gauthier-Leduc (8:03) Alex Belzile (16:19) | 3:5 (3:0, 0:0, 0:5) Spielbericht Stand: 1:2 | Blainville-Boisbriand Armada Jess Tanguy (43:36) Cédric Paquette (44:05) Raphaël Pouliot (50:25) Cédric Paquette (56:16) Cédric Paquette (58:11) | Colisée de Rimouski, Rimouski, Québec Zuschauer: 3.815 |

| 11. April 2012 19:30 Uhr | Rimouski Océanic Alex Belzile (15:37) Alexandre Mallet (22:48) Peter Trainor (47:23) Scott Oke (71:34) | 4:3 n. V. (1:0, 1:2, 1:1, 1:0) Spielbericht Stand: 2:2 | Blainville-Boisbriand Armada Xavier Ouellet (24:04) Marc-Olivier Roy (30:47) Raphaël Pouliot (45:55) | Colisée de Rimouski, Rimouski, Québec Zuschauer: 3.711 |

| 13. April 2012 19:30 Uhr | Blainville-Boisbriand Armada Xavier Ouellet (35:06) Jean-Christophe Laflamme (49:41) Tommy Giroux (58:06) | 3:2 (0:1, 1:1, 2:0) Spielbericht Stand: 3:2 | Rimouski Océanic Peter Trainor (7:26) Alexandre Mallet (27:45) | Centre d’Excellence Sports Rousseau, Boisbriand, Québec Zuschauer: 3.250 |

| 15. April 2012 16:00 Uhr | Rimouski Océanic Petr Straka (25:31) Robbie DeFulviis (28:29) Peter Trainor (31:50) | 3:2 (0:1, 3:0, 0:1) Spielbericht Stand: 3:3 | Blainville-Boisbriand Armada Jess Tanguy (11:25) Marc-Olivier Roy (59:25) | Colisée de Rimouski, Rimouski, Québec Zuschauer: 5.062 |

| 17. April 2012 19:00 Uhr | Blainville-Boisbriand Armada Vincent Richer (24:43) Tommy Giroux (30:53) Vincent Richer (35:14) Raphaël Pouliot (52:23) | 4:5 (0:2, 3:2, 1:1) Spielbericht Stand: 3:4 | Rimouski Océanic Alexandre Mallet (4:51) Alexandre Tanguay (17:36) Jakub Culek (21:58) Alexandre Mallet (24:01) Peter Trainor (52:46) | Centre d’Excellence Sports Rousseau, Boisbriand, Québec Zuschauer: 3.250 |

#### (5) Québec Remparts – (6) Halifax Mooseheads
| 6. April 2012 19:00 Uhr (Ortszeit) | Québec Remparts Gabriel Desjardins (41:14) Martin Lefebvre (42:38) Jérémie Malouin (42:49) Anthony Duclair (59:56) | 4:2 (0:0, 0:1, 4:1) Spielbericht Stand: 1:0 | Halifax Mooseheads Nathan MacKinnon (25:29) Darcy Ashley (58:51) | Colisée Pepsi, Québec City, Québec Zuschauer: 14.053 |

| 7. April 2012 19:00 Uhr | Québec Remparts Michail Grigorenko (27:26) Gabriel Desjardins (44:56) Logan Shaw (59:40) Jérémie Malouin (66:02) | 4:3 n. V. (0:1, 1:1, 2:1, 1:0) Spielbericht Stand: 2:0 | Halifax Mooseheads Matthew Boudreau (10:54) Nathan MacKinnon (31:58) Nathan MacKinnon (54:58) | Colisée Pepsi, Québec City, Québec Zuschauer: 12.340 |

| 10. April 2012 19:00 Uhr | Halifax Mooseheads Konrad Abeltshauser (8:18) Matthew Boudreau (26:35) Alexandre Grenier (29:10) | 3:5 (1:1, 2:2, 0:2) Spielbericht Stand: 0:3 | Québec Remparts Michael McNamee (10:08) Kurt Etchegary (29:51) Michael McNamee (30:44) Michael McNamee (47:42) Jérémie Malouin (59:30) | Halifax Metro Centre, Halifax, Nova Scotia Zuschauer: 8.204 |

| 11. April 2012 19:00 Uhr | Halifax Mooseheads Jonathan Drouin (11:21) Cameron Critchlow (17:04) | 2:1 (2:0, 0:1, 0:0) Spielbericht Stand: 1:3 | Québec Remparts Michail Grigorenko (22:46) | Halifax Metro Centre, Halifax, Nova Scotia Zuschauer: 7.878 |

| 13. April 2012 19:00 Uhr | Halifax Mooseheads Cameron Critchlow (17:27) Trey Lewis (31:43) Nathan MacKinnon (48:01) | 3:2 (1:0, 1:1, 1:1) Spielbericht Stand: 2:3 | Québec Remparts Martin Lefebvre (23:13) Gabriel Desjardins (41:21) | Halifax Metro Centre, Halifax, Nova Scotia Zuschauer: 9.664 |

| 16. April 2012 19:00 Uhr | Québec Remparts Vincent Barnard (4:35) Alexandre Comtois (58:23) | 2:5 (1:2, 0:2, 1:1) Spielbericht Stand: 3:3 | Halifax Mooseheads Travis Randell (1:14) Konrad Abeltshauser (18:22) Jonathan Drouin (36:08) Nathan MacKinnon (39:38) Jonathan Drouin (56:34) | Colisée Pepsi, Québec City, Québec Zuschauer: 11.781 |

| 17. April 2012 19:00 Uhr | Québec Remparts Mikaël Tam (13:32) Anthony Duclair (21:28) Logan Shaw (33:13) Adam Erne (46:19) | 4:5 n. V. (1:0, 2:3, 1:1, 0:1) Spielbericht Stand: 3:4 | Halifax Mooseheads Cameron Critchlow (23:53) Cameron Critchlow (36:45) Cameron Critchlow (39:16) Cameron Critchlow (52:35) Jonathan Drouin (74:58) | Colisée Pepsi, Québec City, Québec Zuschauer: 11.093 |

### Halbfinale

#### (1) Saint John Sea Dogs – (8) Chicoutimi Saguenéens
| 20. April 2012 18:30 Uhr (Ortszeit) | Saint John Sea Dogs Pierre Durepos (37:02) Stanislaw Galijew (42:18) Jonathan Huberdeau (43:39) Danick Gauthier (50:12) | 4:1 (0:0, 1:1, 3:0) Spielbericht Stand: 1:0 | Chicoutimi Saguenéens Mathieu Gagnon (26:16) | Harbour Station, Saint John, New Brunswick Zuschauer: 5.588 |

| 22. April 2012 14:00 Uhr | Saint John Sea Dogs Aidan Kelly (2:33) Stanislaw Galijew (4:46) Ryan Tesink (20:41) Jonathan Huberdeau (34:29) Stanislaw Galijew (55:16) | 5:2 (2:0, 2:1, 1:1) Spielbericht Stand: 2:0 | Chicoutimi Saguenéens Mathieu Gagnon (29:33) Christian Ouellet (45:31) | Harbour Station, Saint John, New Brunswick Zuschauer: 5.629 |

| 24. April 2012 19:30 Uhr | Chicoutimi Saguenéens Charles Hudon (14:09) Jean-Gabriel Pageau (19:45) Jean-Gabriel Pageau (42:42) Gabriel Bourret (57:27) Étienne Brodeur (67:26) | 5:4 n. V. (2:0, 0:2, 2:2, 1:0) Spielbericht Stand: 1:2 | Saint John Sea Dogs Nathan Beaulieu (33:48) Tomáš Jurčo (35:38) Ryan Tesink (42:27) Danick Gauthier (56:43) | Centre Georges-Vézina, Chicoutimi, Québec Zuschauer: 4.649 |

| 26. April 2012 19:30 Uhr | Chicoutimi Saguenéens Jérémy Grégoire (26:38) Charles Hudon (27:41) | 2:3 n. V. (0:1, 2:1, 0:0, 0:1) Spielbericht Stand: 1:3 | Saint John Sea Dogs Charlie Coyle (18:04) Jonathan Huberdeau (27:21) Charlie Coyle (66:13) | Centre Georges-Vézina, Chicoutimi, Québec Zuschauer: 4.701 |

| 28. April 2012 18:00 Uhr | Saint John Sea Dogs Charlie Coyle (7:40) Zack Phillips (7:50) Stanislaw Galijew (49:21) Stanislaw Galijew (71:19) | 4:3 n. V. (2:1, 0:1, 1:1, 1:0) Spielbericht Stand: 4:1 | Chicoutimi Saguenéens Steve Lebel (18:57) Dominic Poulin (32:35) Yoan Pinette (54:58) | Harbour Station, Saint John, New Brunswick Zuschauer: 6.311 |

#### (6) Halifax Mooseheads – (7) Rimouski Océanic
| 20. April 2012 18:00 Uhr (Ortszeit) | Halifax Mooseheads Cameron Critchlow (38:00) | 1:4 (0:1, 1:2, 0:1) Spielbericht Stand: 0:1 | Rimouski Océanic Casey Babineau (11:11) Scott Oke (22:04) Alexandre Mallet (34:53) Petr Straka (43:01) | Halifax Metro Centre, Halifax, Nova Scotia Zuschauer: 10.595 |

| 21. April 2012 18:00 Uhr | Halifax Mooseheads Konrad Abeltshauser (0:58) Andrew Ryan (13:23) Nathan MacKinnon (40:39) Nathan MacKinnon (45:00) | 4:5 (2:2, 0:0, 2:3) Spielbericht Stand: 0:2 | Rimouski Océanic Peter Trainor (11:21) Jean-Philippe Mathieu (14:44) Jean-François Plante (41:54) Jakub Culek (45:32) Jérôme Gauthier-Leduc (59:04) | Halifax Metro Centre, Halifax, Nova Scotia Zuschauer: 10.595 |

| 24. April 2012 19:30 Uhr | Rimouski Océanic Robbie DeFulviis (3:23) Petr Straka (13:36) Jérôme Gauthier-Leduc (29:30) | 3:4 (2:3, 1:1, 0:0) Spielbericht Stand: 2:1 | Halifax Mooseheads Brendan Duke (2:44) Jonathan Drouin (6:02) Brent Andrews (11:09) Martin Frk (38:38) | Colisée de Rimouski, Rimouski, Québec Zuschauer: 4.725 |

| 25. April 2012 19:30 Uhr | Rimouski Océanic Alex Belzile (8:18) | 1:3 (1:1, 0:1, 0:1) Spielbericht Stand: 2:2 | Halifax Mooseheads Cameron Critchlow (11:39) Alexandre Grenier (33:07) Cameron Critchlow (41:04) | Colisée de Rimouski, Rimouski, Québec Zuschauer: 4.759 |

| 27. April 2012 19:30 Uhr | Rimouski Océanic Peter Trainor (1:50) Jean-François Plante (6:50) Scott Oke (13:43) Jean-Philippe Mathieu (31:04) Francis Beauvillier (33:17) Petr Straka (34:26) Jérôme Gauthier-Leduc (36:07) Alexandre Mallet (51:41) Jonathan Lavoie (58:44) | 9:0 (3:0, 4:0, 2:0) Spielbericht Stand: 3:2 | Halifax Mooseheads | Colisée de Rimouski, Rimouski, Québec Zuschauer: 4.878 |

| 29. April 2012 15:00 Uhr | Halifax Mooseheads Alexandre Grenier (27:27) Konrad Abeltshauser (29:45) | 2:3 n. V. (0:1, 2:0, 0:1, 0:1) Spielbericht Stand: 2:4 | Rimouski Océanic Peter Trainor (16:04) Scott Oke (55:47) Robbie DeFulviis (68:02) | Halifax Metro Centre, Halifax, Nova Scotia Zuschauer: 10.595 |

### Coupe-du-Président-Finale

#### (1) Saint John Sea Dogs – (7) Rimouski Océanic
| 4. Mai 2012 19:00 Uhr (Ortszeit) | Saint John Sea Dogs Nathan Beaulieu (0:45) Tomáš Jurčo (1:12) Zack Phillips (90:18) | 3:2 n. V. (2:0, 0:2, 0:0, 0:0, 1:0) Spielbericht Stand: 1:0 | Rimouski Océanic Peter Trainor (25:52) Alex Belzile (33:20) | Harbour Station, Saint John, New Brunswick Zuschauer: 6.238 |

| 5. Mai 2012 18:00 Uhr | Saint John Sea Dogs Danick Gauthier (26:12) Tomáš Jurčo (27:02) Charlie Coyle (31:36) | 3:2 (0:0, 3:1, 0:1) Spielbericht Stand: 2:0 | Rimouski Océanic Petr Straka (35:50) Petr Straka (58:56) | Harbour Station, Saint John, New Brunswick Zuschauer: 6.488 |

| 9. Mai 2012 19:30 Uhr | Rimouski Océanic Jérôme Gauthier-Leduc (11:00) Alexandre Mallet (40:18) Petr Straka (51:03) Francis Beauvillier (56:05) | 4:6 (1:1, 0:2, 3:3) Spielbericht Stand: 0:3 | Saint John Sea Dogs Charles-Olivier Roussel (8:53) Stephen MacAulay (37:30) Danick Gauthier (38:03) Stanislaw Galijew (40:35) Danick Gauthier (41:31) Tomáš Jurčo (58:01) | Colisée de Rimouski, Rimouski, Québec Zuschauer: 5.062 |

| 10. Mai 2012 19:30 Uhr | Rimouski Océanic | 0:8 (0:5, 0:1, 0:2) Spielbericht Stand: 0:4 | Saint John Sea Dogs Tomáš Jurčo (4:14) Zack Phillips (11:39) Danick Gauthier (12:29) Tomáš Jurčo (18:55) Stanislaw Galijew (19:14) Stanislaw Galijew (23:49) Stanislaw Galijew (44:44) Jonathan Huberdeau (47:47) | Colisée de Rimouski, Rimouski, Québec Zuschauer: 5.062 |

### Coupe-du-Président-Sieger
| Coupe-du-Président-Sieger Saint John Sea Dogs | Torhüter: Sébastien Auger, Mathieu Corbeil Verteidiger: Nathan Beaulieu, Pierre Durepos, Kevin Gagné, Spencer MacDonald, Charles-Olivier Roussel, Ian Saab, Jason Seed Angreifer: Jason Cameron, Oliver Cooper, Charlie Coyle, Stanislaw Galijew, Danick Gauthier, Jonathan Huberdeau, Tomáš Jurčo, Aidan Kelly, Stephen MacAuley, Devon Oliver-Dares, Zack Phillips, Ryan Tesink, Maxime Villemaire, Grant West Cheftrainer: Gerard Gallant General Manager: Mike Kelly |

### Beste Scorer
Abkürzungen: GP = Spiele, G = Tore, A = Assists, Pts = Punkte, PIM = Strafminuten; Fett: Saisonbestwert
| Spieler           | Team       | GP | G  | A  | Pts | PIM |
| ----------------- | ---------- | -- | -- | -- | --- | --- |
| Stanislaw Galijew | Saint John | 17 | 16 | 18 | 34  | 6   |
| Charlie Coyle     | Saint John | 17 | 15 | 19 | 34  | 8   |
| Zack Phillips     | Saint John | 17 | 9  | 23 | 32  | 4   |
| Tomáš Jurčo       | Saint John | 16 | 13 | 16 | 29  | 12  |
| Nathan MacKinnon  | Halifax    | 17 | 13 | 15 | 28  | 12  |
| Jonathan Drouin   | Halifax    | 17 | 9  | 17 | 26  | 4   |
| Alexandre Mallet  | Rimouski   | 21 | 10 | 15 | 25  | 22  |
| Alex Belzile      | Rimouski   | 21 | 7  | 18 | 25  | 28  |
| Petr Straka       | Rimouski   | 21 | 10 | 12 | 22  | 6   |

### Beste Torhüter
Abkürzungen: GP = Spiele, TOI = Eiszeit (in Minuten), W = Siege, L = Niederlagen, OTL = Overtime/Shootout-Niederlagen, GA = Gegentore, SO = Shutouts, Sv% = gehaltene Schüsse (in %), GAA = Gegentorschnitt
| Spieler         | Team       | GP | TOI  | W  | L | GA | SO | Sv%  | GAA  |
| --------------- | ---------- | -- | ---- | -- | - | -- | -- | ---- | ---- |
| Alex Dubeau     | Shawinigan | 7  | 374  | 3  | 3 | 13 | 0  | 91,9 | 2,08 |
| Mathieu Corbeil | Saint John | 17 | 1075 | 16 | 0 | 39 | 1  | 91,7 | 2,18 |
| Zachary Fucale  | Halifax    | 17 | 1022 | 10 | 5 | 49 | 0  | 90,4 | 2,88 |

## Auszeichnungen

### All-Star-Teams
| First All-Star-Team |                                                   |
| Angriff:            | Yanni Gourde – Michail Grigorenko – Frédérick Roy |
| Verteidigung:       | Jérôme Gauthier Leduc – Xavier Ouellet            |
| Tor:                | Roman Will                                        |

| Second All-Star-Team |                                                       |
| Angriff:             | Jonathan Huberdeau – Zach O’Brien – Sébastien Trudeau |
| Verteidigung:        | Morgan Ellis – Nathan Beaulieu                        |
| Tor:                 | Mathieu Corbeil                                       |

### All-Rookie-Team
| All-Rookie-Team |                                                         |
| Angriff:        | Anthony Duclair – Michail Grigorenko – Sven Andrighetto |
| Verteidigung:   | Nikolas Brouillard – Samuel Morin                       |
| Tor:            | Zachary Fucale                                          |

### Vergebene Trophäen
| Auszeichnung            | Auszeichnung                  | Team                         |
| ----------------------- | ----------------------------- | ---------------------------- |
| Coupe du Président      | Coupe du Président            | Saint John Sea Dogs          |
| Trophée Jean Rougeau    | Trophée Jean Rougeau          | Saint John Sea Dogs          |
| Trophée Luc Robitaille  | Trophée Luc Robitaille        | Victoriaville Tigres         |
| Trophée Robert LeBel    | Trophée Robert LeBel          | Shawinigan Cataractes        |
| Auszeichnung            | Spieler                       | Team                         |
| Trophée Michel Brière   | Yanni Gourde                  | Victoriaville Tigres         |
| Trophée Jean Béliveau   | Yanni Gourde                  | Victoriaville Tigres         |
| Trophée Guy Lafleur     | Charlie Coyle                 | Saint John Sea Dogs          |
| Trophée Jacques Plante  | Mathieu Corbeil-Thériault     | Saint John Sea Dogs          |
| Trophée Guy Carbonneau  | Frédérick Roy                 | Québec Remparts              |
| Trophée Émile Bouchard  | Jérôme Gauthier-Leduc         | Rimouski Océanic             |
| Trophée Kevin Lowe      | Morgan Ellis                  | Shawinigan Cataractes        |
| Trophée Michael Bossy   | Michail Grigorenko            | Québec Remparts              |
| Coupe RDS               | Michail Grigorenko            | Québec Remparts              |
| Trophée Michel Bergeron | Michail Grigorenko            | Québec Remparts              |
| Trophée Raymond Lagacé  | Zachary Fucale                | Halifax Mooseheads           |
| Trophée Frank J. Selke  | Zach O’Brien                  | Acadie-Bathurst Titan        |
| Plaque Karcher          | Vincent Barnard               | Québec Remparts              |
| Trophée Marcel Robert   | Jonathan Brunelle             | Cape Breton Screaming Eagles |
| Trophée Paul Dumont     | Jonathan Huberdeau            | Saint John Sea Dogs          |
| Trophée Ron Lapointe    | Jean-François Houle           | Blainville-Boisbriand Armada |
| Trophée Maurice Filion  | Joël Bouchard                 | Blainville-Boisbriand Armada |
| Trophée John Horman     | Paul MacDonald                | Cape Breton Screaming Eagles |
| Trophée Jean Sawyer     | Travis Kennedy Brian Urquhart | Halifax Mooseheads           |